# Копилов Євген Павлович
Євге́н Па́влович Копи́лов (нар. 1976, Москва, СРСР) — український мікробіолог. Доктор біологічних наук (2011).

## З життєпису
Народився 1976 року в місті Москва; син Олени Надкерничної. Закінчив 1998 року Ніжинський педагогічний інститут.
Від 1999 працює в Інституті сільськогосподарської мікробіології та агропромислового виробництва НААНУ. Від 2011 року — завідуючий сектору ґрунтових грибів.
Вивчає ґрунтові мікроорганізми та механізми їхньої взаємодії з рослинами.
Основні праці:
- «Селекція ефективних штамів діазотрофів для інокуляції ярої пшениці» 2007;
- «Ефективність симбіотичної взаємодії гриба Chaetomium cochliodes Palliser з рослинами сої» 2008, (співавтор);
- «Видове різноманіття мікроміцетів лучно-чорноземного вилугованого ґрунту кореневої зони пшениці ярої»; 2010
- «Методологія і практика використання мікробних препаратів у технологіях вирощування сільськогосподарських культур»; 2011, колектив авторів — він та Волкогон Віталій Васильович, Заришняк Анатолій Семенович, Гриник Ігор Володимирович, Бердников Олександр Михайлович, Центило Леонід Васильович, О. В. Надкернична, Москаленко Анатолій Михайлович, Любов М. Токмакова, Степан Петрович Надкерничний, Мельничук Тетяна Миколаївна, М. К. Шерстобоєв, Дімова Світлана Борисівна, Ковалевська Тетяна Михайлівна, Крутило Дмитро Валерійович, Волкогон Катерина Іванівна, Пищур Іван Миколайович, Халеп Юрій Миколайович, С. В. Дідович, Цвей Ярослав Петрович, Євтушенко (Жеребор) Тетяна Анатоліївна, М. С. Комок, В. С. Воробей, О. В. Доценко, Григор'єва О. М., Волчовська-Козак Олександра Євгенівна, В. І. Нагорний, О. М. Мурач.